# Hazelton (Idaho)
Pour les articles homonymes, voir Hazelton.
Hazelton est une ville américaine située dans le comté de Jerome en Idaho.

## Démographie
| 1920 | 1930 | 1940 | 1950 | 1960 | 1970 |
| ---- | ---- | ---- | ---- | ---- | ---- |
| 295  | 388  | 417  | 429  | 433  | 396  |

| 1980 | 1990 | 2000 | 2010 | - | - |
| ---- | ---- | ---- | ---- | - | - |
| 496  | 394  | 687  | 753  | - | - |

Selon le recensement de 2010, Hazelton compte 753 habitants. La municipalité s'étend alors sur 0,38 mille carré (0,98 km2), dont 0,37 mille carré (0,96 km2) de terres.